# Sinhá-Moça (romance)
Sinhá-Moça é um romance de Maria Dezonne Pacheco Fernandes, publicado em 1950.
Ambienta-se no período do Segundo Reinado (1840—1850) e apresenta tanto os costumes rurais dessa época como a realidade em que viviam os escravos negros nas fazendas de café.
Retrata ainda parte da história do município de Araras até sua elevação a cidade.

## Adaptações
- Sinhá Moça, filme de 1953 com Eliane Lage e Anselmo Duarte
- Sinhá Moça, telenovela de 1986 com Lucélia Santos, Marcos Paulo e Rubens de Falco
- Sinhá Moça, telenovela de 2006 com Débora Falabella, Danton Mello e Osmar Prado